# 50 mètres papillon féminin aux championnats du monde de natation 2024
Cet article traite de l'épreuve féminine. Pour la compétition masculine, voir 50 mètres papillon masculin aux championnats du monde de natation 2024.
Le 50 mètres papillon féminin est une épreuve de natation sportive des championnats du monde de natation 2024. Elle a lieu les 16 et 17 février 2024 à Doha au Qatar.

## Records
Avant cette compétition, les records dans cette discipline étaient :
| Record du monde       | 24 s 43 | Sarah Sjöström | 5 juillet 2014  | Borås, Suède      |
| Record du championnat | 24 s 60 | Sarah Sjöström | 29 juillet 2017 | Budapest, Hongrie |

## Résultats détaillés
Les 16 meilleurs temps se qualifient pour les demi-finales (Q), puis les 8 meilleurs demi-finalistes passent en finale (F).

### Séries
| Rang | Série | Ligne | Nageuse                     | Pays | Temps         | Commentaire   |
| ---- | ----- | ----- | --------------------------- | --- | ------------- | ------------- |
| 1    | 7     | 4     | Sarah Sjöström              | Suède | 24.88         | Q             |
| 2    | 6     | 4     | Mélanie Henique             | France | 25.44         | Q             |
| 3    | 6     | 5     | Erin Gallagher              | Afrique du Sud                                                                                              | 25.69         | Q             |
| 4    | 5     | 4     | Farida Osman                | Égypte | 25.88         | Q             |
| 5    | 7     | 6     | Alexandria Perkins          | Australie                                                                                                   | 25.89         | Q             |
| 6    | 7     | 3     | Angelina Köhler             | Allemagne                                                                                                   | 25.92         | Q             |
| 7    | 5     | 7     | Kim Busch                   | Pays-Bas | 25.93         | Q             |
| 8    | 6     | 6     | Louise Hansson              | Suède | 25.98         | Q             |
| 9    | 6     | 2     | Brianna Throssell           | Australie                                                                                                   | 26.04         | Q             |
| 10   | 5     | 2     | Yu Yiting                   | Chine | 26.06         | Q             |
| 11   | 6     | 3     | Neža Klančar                | Slovénie | 26.07         | Q             |
| 12   | 7     | 5     | Maaike de Waard             | Pays-Bas | 26.13         | Q             |
| 13   | 5     | 3     | Anna Ntountounaki           | Grèce | 26.26         | Q             |
| 14   | 4     | 6     | Anastasiya Kuliashova       | NIAWorld Aquatics : Neutral Independent Athletes (athlète neutre indépendant) athlètes neutres indépendants | 26.32         | Q             |
| 15   | 7     | 7     | Sofia Spodarenko            | Kazakhstan                                                                                                  | 26.38         | Q             |
| 16   | 6     | 7     | Paulina Peda                | Pologne | 26.44         |               |
| = 17 | 5     | 6     | Roos Vanotterdijk           | Belgique | 26.47         |               |
| = 17 | 7     | 2     | Katerine Savard             | Canada | 26.47         |               |
| 19   | 4     | 5     | Lismar Lyon                 | Venezuela                                                                                                   | 26.57         |               |
| 20   | 6     | 1     | Julia Maik                  | Pologne | 26.75         |               |
| 21   | 6     | 8     | Quah Ting Wen               | Singapour                                                                                                   | 26.78         |               |
| = 22 | 6     | 0     | Jenjira Srisaard            | Thaïlande                                                                                                   | 26.84         |               |
| = 22 | 7     | 1     | Sonia Laquintana            | Italie | 26.84         |               |
| 24   | 5     | 8     | Chiharu Iitsuka             | Japon | 26.85         |               |
| 25   | 4     | 2     | Emma Harvey                 | Bermudes | 26.88         |               |
| 26   | 7     | 9     | Huang Mei-chien             | Taipei chinois                                                                                              | 27.07         |               |
| 27   | 7     | 8     | Tam Hoi Lam                 | Hong Kong                                                                                                   | 27.09         |               |
| 28   | 7     | 0     | Tayde Sansores              | Mexique | 27.18         |               |
| 29   | 5     | 9     | Sirena Rowe                 | Colombie | 27.29         |               |
| 30   | 4     | 3     | Jasmine Alkhaldi            | Philippines                                                                                                 | 27.32         |               |
| 31   | 4     | 1     | Amel Melih                  | Algérie | 27.34         |               |
| 32   | 5     | 0     | Jessica Calderbank          | Jamaïque | 27.47         |               |
| 33   | 4     | 4     | Marina Spadoni              | Salvador | 27.64         |               |
| 34   | 4     | 7     | Gabriela Ņikitina           | Lettonie | 27.87         |               |
| 35   | 4     | 8     | Luana Alonso                | Paraguay | 28.06         |               |
| 36   | 4     | 0     | Jóhanna Elin Guðmundsdóttir | Islande | 28.19         |               |
| 37   | 4     | 9     | Imara Thorpe                | Kenya | 28.34         |               |
| 38   | 3     | 5     | Adaku Nwandu                | Nigeria | 28.87         |               |
| 39   | 3     | 6     | Cheang Weng Chi             | Macao | 29.03         |               |
| 40   | 3     | 3     | Victoria Russell            | Bahamas | 29.16         |               |
| 41   | 3     | 4     | Cherelle Thompson           | Trinité-et-Tobago                                                                                           | 29.58         |               |
| 42   | 1     | 3     | Kirabo Namutebi             | Ouganda | 29.62         |               |
| 43   | 2     | 2     | Mia Laban                   | Îles Cook                                                                                                   | 30.08         |               |
| 44   | 3     | 2     | Naekeisha Louis             | Sainte-Lucie                                                                                                | 30.44         |               |
| 45   | 3     | 1     | Ekaterina Bordachyova       | Tadjikistan                                                                                                 | 30.65         |               |
| 46   | 2     | 1     | Denise Donelli              | Mozambique                                                                                                  | 30.69         |               |
| 47   | 3     | 7     | Mira Al-Shehhi              | Émirats arabes unis                                                                                         | 30.82         |               |
| 48   | 3     | 8     | Taffi Illis                 | Samoa | 31.37         |               |
| 49   | 2     | 8     | Rana Saadeldin              | Soudan | 32.03         |               |
| 50   | 3     | 0     | Arleigha Hall               | Îles Turques-et-Caïques                                                                                     | 32.94         |               |
| 51   | 2     | 6     | Amylia Chali                | Tanzanie | 33.14         |               |
| 52   | 2     | 5     | Galyah Mikel                | Palaos | 35.60         |               |
| 53   | 3     | 9     | Jessica Makwenda            | Malawi | 35.65         |               |
| 54   | 1     | 4     | Grâce Nguelo'o              | Cameroun | 35.96         |               |
| 55   | 2     | 7     | Neema Nyirabyenda           | Rwanda | 36.27         |               |
| 56   | 2     | 4     | Lina Selo                   | Éthiopie | 36.34         |               |
| 57   | 2     | 3     | Daknishael Sanon            | Haïti | 36.94         |               |
| —    | 5     | 1     | Tamara Potocká              | Slovaquie                                                                                                   | Disqualifiée  | Disqualifiée  |
| —    | 1     | 5     | Hearmela Melke              | Érythrée | Non partantes | Non partantes |
| —    | 2     | 0     | Yaba Kamara                 | Sierra Leone                                                                                                | Non partantes | Non partantes |
| —    | 5     | 5     | Claire Curzan               | États-Unis                                                                                                  | Non partantes | Non partantes |
| —    | 6     | 9     | Barbora Seemanová           | Tchéquie | Non partantes | Non partantes |

### Demi-finales
| Rang | Série | Ligne | Nageuse               | Pays                                                                          | Temps | Commentaire |
| ---- | ----- | ----- | --------------------- | ----------------------------------------------------------------------------- | ----- | ----------- |
| 1    | 2     | 4     | Sarah Sjöström        | Suède                                                                         | 25.08 | Q           |
| 2    | 1     | 4     | Mélanie Henique       | France                                                                        | 25.27 | Q           |
| 3    | 1     | 5     | Farida Osman          | Égypte                                                                        | 25.80 | Q           |
| 4    | 1     | 2     | Yu Yiting             | Chine                                                                         | 25.81 | Q           |
| 4    | 2     | 3     | Alexandria Perkins    | Australie                                                                     | 25.81 | Q           |
| 6    | 2     | 5     | Erin Gallagher        | Afrique du Sud                                                                | 25.86 | Q           |
| 7    | 2     | 2     | Brianna Throssell     | Australie                                                                     | 25.97 | Q           |
| = 8  | 1     | 3     | Angelina Köhler       | Allemagne                                                                     | 25.98 | ?           |
| = 8  | 2     | 1     | Anna Ntountounaki     | Grèce                                                                         | 25.98 | ?           |
| 10   | 1     | 6     | Louise Hansson        | Suède                                                                         | 26.01 |             |
| 11   | 1     | 7     | Maaike de Waard       | Pays-Bas                                                                      | 26.05 |             |
| 12   | 2     | 7     | Neža Klančar          | Slovénie                                                                      | 26.08 |             |
| 13   | 2     | 6     | Kim Busch             | Pays-Bas                                                                      | 26.25 |             |
| 14   | 1     | 8     | Paulina Peda          | Pologne                                                                       | 26.44 |             |
| 15   | 2     | 8     | Sofia Spodarenko      | Kazakhstan                                                                    | 26.46 |             |
| 16   | 1     | 1     | Anastasiya Kuliashova | NIAWorld Aquatics : Neutral Independent Athletes (athlète neutre indépendant) | 26.57 |             |

| Rang | Ligne | Nageuse           | Pays      | Temps | Commentaires |
| ---- | ----- | ----------------- | --------- | ----- | ------------ |
| 1    | 4     | Angelina Köhler   | Allemagne | 25.79 | Q            |
| 2    | 5     | Anna Ntountounaki | Grèce     | 25.97 |              |

### Finale
| Rang               | Ligne | Nageuse            | Pays           | Temps   |
| ------------------ | ----- | ------------------ | -------------- | ------- |
| Médaille d'or      | 4     | Sarah Sjöström     | Suède          | 24 s 63 |
| Médaille d'argent  | 5     | Mélanie Henique    | France         | 25 s 44 |
| Médaille de bronze | 3     | Farida Osman       | Égypte         | 25 s 67 |
| 4                  | 7     | Erin Gallagher     | Afrique du Sud | 25 s 69 |
| 5                  | 8     | Angelina Köhler    | Allemagne      | 25 s 71 |
| 6                  | 2     | Alexandria Perkins | Australie      | 25 s 85 |
| 7                  | 6     | Anna Ntountounaki  | Grèce          | 25 s 89 |
| 8                  | 1     | Brianna Throssell  | Australie      | 25 s 96 |